# 田村俊和
田村 俊和（たむら としかず、1943年 - ）は、日本の地理学者。専門は、環境変動・管理論、地形学。東北大学名誉教授。元日本地形学連合会長。理学博士。

## 経歴
東北大学大学院理学研究科博士課程中退。
1970年、東京都立大学理学部に助手として着任。東北大学教養部助教授、同理学部、同大学院理学研究科教授を経て、2002年より立正大学地球環境科学部教授。日本地理学会理事、東北地理学会長などを歴任。
2011年日本地形学連合会長。

## 著書
- 河上税，田村俊和『日本からみた世界の諸地域―世界地誌概説』 （原書房，2007年）
- 門村浩，大森博雄，武内和彦，田村俊和 『環境変動と地球砂漠化』（朝倉書店，1991年）
- 田村俊和，門村浩，島田周平，海津正倫『湿潤熱帯環境』（朝倉書房，1995年）

## 論文
- 「丘陵地谷頭部における微地形, 土層構成と降雨-浸透-流出過程」『季刊地理学』pp.123-139 （2007年）
- 「河成段丘面の火山灰編年に基づく深谷断層の活動性評価」『活断層研究』pp.139-145（2007年）
- 「関東盆地中央部の総合的土地環境図」『日本地理学会発表要旨集』pp.17 （2006年）
- 「三宅島の災害復旧と復興(報告)」『日本地理学会発表要旨集』pp.119 （2005年）
- 「環境と地形 (特集 環境と統計)」『統計』 pp.2-6（2005年）